# Мадука Окоє
Мадука Окоє (англ. Maduka Okoye, нар. 28 серпня 1999, Дюссельдорф) — німецький і нігерійський футболіст, воротар італійського «Удінезе» та національної збірної Нігерії.

## Клубна кар'єра
Народився 28 серпня 1999 року в німецькому Дюссельдорфі в родині нігерійця і німкені. Вихованець футбольної школи клубу «Баєр 04».
У дорослому футболі дебютував 2017 року виступами за другу команду «Фортуни» (Дюссельдорф), в якій провів три сезони, виступаючи на рівні Регіоналліги.
Влітку 2020 року на правах вільного агента приєднався до лав нідерландської «Спарти» (Роттердам). За результатами першого ж сезону у новій команді був обраний гравцем сезону, відстоявши «на нуль» у 10 з 28 матчів першості Нідерландів. Влітку 2021 року подовжив свою угоду з клубом до 2025 року.
1 січня 2022 року перейшов до англійського «Вотфорда», з яким уклав контракт на 4,5 роки. Залишився захищати ворота «Спарти» до завершення сезону 2021/22 на умовах оренди. Згодом повернувся до лав «Вотфорда», проте за його головну команду провів лише декілька ігор на Кубок Англії.
У серпні 2023 року перейшов до італійського «Удінезе».

## Виступи за збірну
На рівні збірних погодився захищати кольори батьківщини батька і 2020 року дебютував в офіційних матчах у складі національної збірної Нігерії. Був основним голкіпером нігерійців на Кубку африканських націй 2021, що проходив на початку 2022 року в Камеруні.
| Дата       | Місто                  | Господарі                        | Результат | Гості        | Турнір                                     | Голи | Примітки |
| ---------- | ---------------------- | -------------------------------- | --------- | ------------ | ------------------------------------------ | ---- | -------- |
| 13-10-2019 | Сінгапур               | Бразилія                         | 1 – 1     | Нігерія      | товариський матч                           | -    | 63'      |
| 9-10-2020  | Клагенфурт-ам-Вертерзе | Нігерія                          | 0 – 1     | Алжир        | товариський матч                           | -1   |          |
| 13-10-2020 | Абуджа                 | Нігерія                          | 1 – 1     | Туніс        | товариський матч                           | -1   |          |
| 13-11-2020 | Бенін-Сіті             | Нігерія                          | 4 – 4     | Сьєрра-Леоне | Відбір до Кубка африканських націй 2021    | -4   |          |
| 17-11-2020 | Фрітаун                | Сьєрра-Леоне                     | 0 – 0     | Нігерія      | Відбір до Кубка африканських націй 2021    | -    |          |
| 27-3-2021  | Котону                 | Бенін                            | 0 – 1     | Нігерія      | Відбір до Кубка африканських націй 2021    | -    |          |
| 4-6-2021   | Вінер-Нойштадт         | Нігерія                          | 0 – 1     | Камерун      | товариський матч                           | -1   |          |
| 8-6-2021   | Вінер-Нойштадт         | Камерун                          | 0 – 0     | Нігерія      | товариський матч                           | -    |          |
| 3-9-2021   | Лагос                  | Нігерія                          | 2 – 0     | Ліберія      | Відбір до ЧС 2022                          | -    |          |
| 7-9-2021   | Мінделу                | Кабо-Верде                       | 1 – 2     | Нігерія      | Відбір до ЧС 2022                          | -1   | 86'      |
| 10-10-2021 | Бангі                  | Центральноафриканська Республіка | 0 – 2     | Нігерія      | Відбір до ЧС 2022                          | -    |          |
| 13-11-2021 | Монровія               | Ліберія                          | 0 – 2     | Нігерія      | Відбір до ЧС 2022                          | -    |          |
| 16-11-2021 | Лагос                  | Нігерія                          | 1 – 1     | Кабо-Верде   | Відбір до ЧС 2022                          | -1   |          |
| 11-1-2022  | Гаруа                  | Нігерія                          | 1 – 0     | Єгипет       | Кубок африканських націй 2021 - 1-й етап   | -    |          |
| 15-1-2022  | Гаруа                  | Нігерія                          | 3 – 1     | Судан        | Кубок африканських націй 2021 - 1-й етап   | -1   |          |
| 23-1-2022  | Гаруа                  | Нігерія                          | 0 – 1     | Туніс        | Кубок африканських націй 2021 - 1/8 фіналу | -1   |          |
| Усього     |                        | Матчів                           | 16        |              | Голів                                      | -11  |          |